# Виборчий округ 10
Виборчий округ 10 — виборчий округ в Автономній Республіці Крим, який внаслідок окупації Кримського півострову Російською Федерацією в 2014 році, тимчасово не перебуває під контролем України і вибори в ньому не проводяться. В сучасному вигляді був утворений 28 квітня 2012 постановою ЦВК №82 (до цього моменту існувала інша система виборчих округів). Внаслідок подій 2014 року в цьому окрузі вибори були проведені лише один раз, а саме парламентські вибори 28 жовтня 2012. Станом на 2012 рік окружна виборча комісія цього округу розташовувалась в будівлі Залізничної районної в місті Сімферополі ради за адресою м. Сімферополь, вул. Павленка, 1.
До складу округу входять Бахчисарайський район та частина Сімферопольського району (все що на захід від міста Сімферополь). Виборчий округ 10 межує з округом 4 на північному заході, з округом 3 на півночі, з округом 8 на північному сході, з округом 2 і округом 1 на сході, з округом 7 на південному сході, з округом 224 і округом 225 на південному заході та обмежений узбережжям Чорного моря на заході. Виборчий округ №10 складається з виборчих дільниць під номерами 010001-010075, 010564-010582, 010596-010600, 010604-010607, 010610-010611, 010615-010630 та 010638-010646.

## Народні депутати від округу
| Ім'я                    | Фото | Партія          | Скликання | Дата набуття повноважень | Дата припинення повноважень |
| ----------------------- | ---- | --------------- | --------- | ------------------------ | --------------------------- |
| Груба Григорій Іванович |      | Партія регіонів | 7-ме      | 12 грудня 2012           | 27 листопада 2014           |

## Результати виборів
Кандидати-мажоритарники:
- Груба Григорій Іванович (Партія регіонів)
- Чийгоз Ахтем Зейтуллайович (самовисування)
- Голубєв Михайло Михайлович (Комуністична партія України)
- Ременюк Олексій Іванович (Русь Єдина)
- Вакулін Дмитро Сергійович (УДАР)
- Макєєв Михайло Андрійович (Руська єдність)
- Тутєров Володимир Лукич (Союз)
- Юрьєв Олександр Юрійович (самовисування)
- Книрік Костянтин Сергійович (самовисування)
- Терещенко Олена Вікторівна (Українська партія «Зелена планета»)
- Казарін Володимир Павлович (самовисування)
- Поздняков Андрій Володимирович (самовисування)
- Решетнікова Світлана Анатоліївна (Українська морська партія)
- Крутов Сергій Валерійович (самовисування)
- Коз'якова Ірена В'ячеславівна (Віче)
- Гуріненко Олексій Миколайович (самовисування)
- Писана Олена Вікторівна (Союз. Чорнобиль. Україна.)
- Миронов Олександр Володимирович (Нова політика)
- Костюк Віктор Георгійович (самовисування)
- Тещаєва Олена Володимирівна (Народна ініціатива)
- Похилюк Євгеній Олександрович (Зелені)
- Сейненський Алішер Вікторович (Партія зелених України)
- Хруслова Ліліана Мударисівна (Держава)
- Устіменко Андрій Ігорович (Об'єднані ліві і селяни)